# شناساگر اشیاء دیجیتال
شناساگر اشیاء دیجیتال

یا شناسۀ شی دیجیتال

یا نشانگر دیجیتالی شیء یا شناسانهٔ برنمود رقمی (به اختصار شبر) (به انگلیسی: Digital object identifier) یا به اختصار (DOI)، یک رشتهٔ نویسه است که به طور انحصاری برای شناسایی سند الکترونیکی یا دیگر شیءها به کار می‌رود. فرادادهٔ مربوط به شیء، مرتبط با نام شناساگر اشیاء دیجیتال ذخیره می‌شود، و این فراداده می‌تواند شامل یک محل، همچون یک نشانی وب (URL) باشد، جایی که شیء را می‌توان در آن یافت. شناساگر اشیاء دیجیتال برای یک سند، دائمی است در حالی که محل آن و دیگر فراداده‌ها می‌توانند تغییر کنند. اشاره به یک سند برخط با استفاده از شناساگر اشیاء دیجیتال (DOI) آن، پیونددهی پایدارتری را نسبت به اشاره به آن با نشانی وب‌اش (URL) خواهد داشت، چراکه اگر نشانی وب آن تغییر کند، نیاز است تا ناشر فقط فراداده را برای شناساگر اشیاء دیجیتال (DOI) به‌منظور پیوند به نشانی وب جدید به‌روز کند.
شناساگر اشیاء دیجیتال توسط چندنماینده در سراسر جهان صادر می‌شود. در ادامه فهرست این نمایندگی‌ها را می‌بینید:
- Airiti, Inc.[۱۲]
- Crossref[۱۳]
- China National Knowledge Infrastructure (CNKI)[۱۴]
- DataCite[۱۵]
- EIDR (Entertainment Identifier Registry)[۱۶]
- ISTIC & Wanfang Data (The Institute of Scientific and Technical Information of China & Wanfang Data Co. , Ltd.)[۱۷]
- JaLC (Japan Link Center)[۱۸]
- Korea Institute of Science and Technology Information (KISTI)[۱۹]
- mEDRA (Multilingual European DOI Registration Agency)[۲۰]
- OP (Publications Office of the European Union)[۲۱]
- BSI Identity[۲۲]